# 영천댐

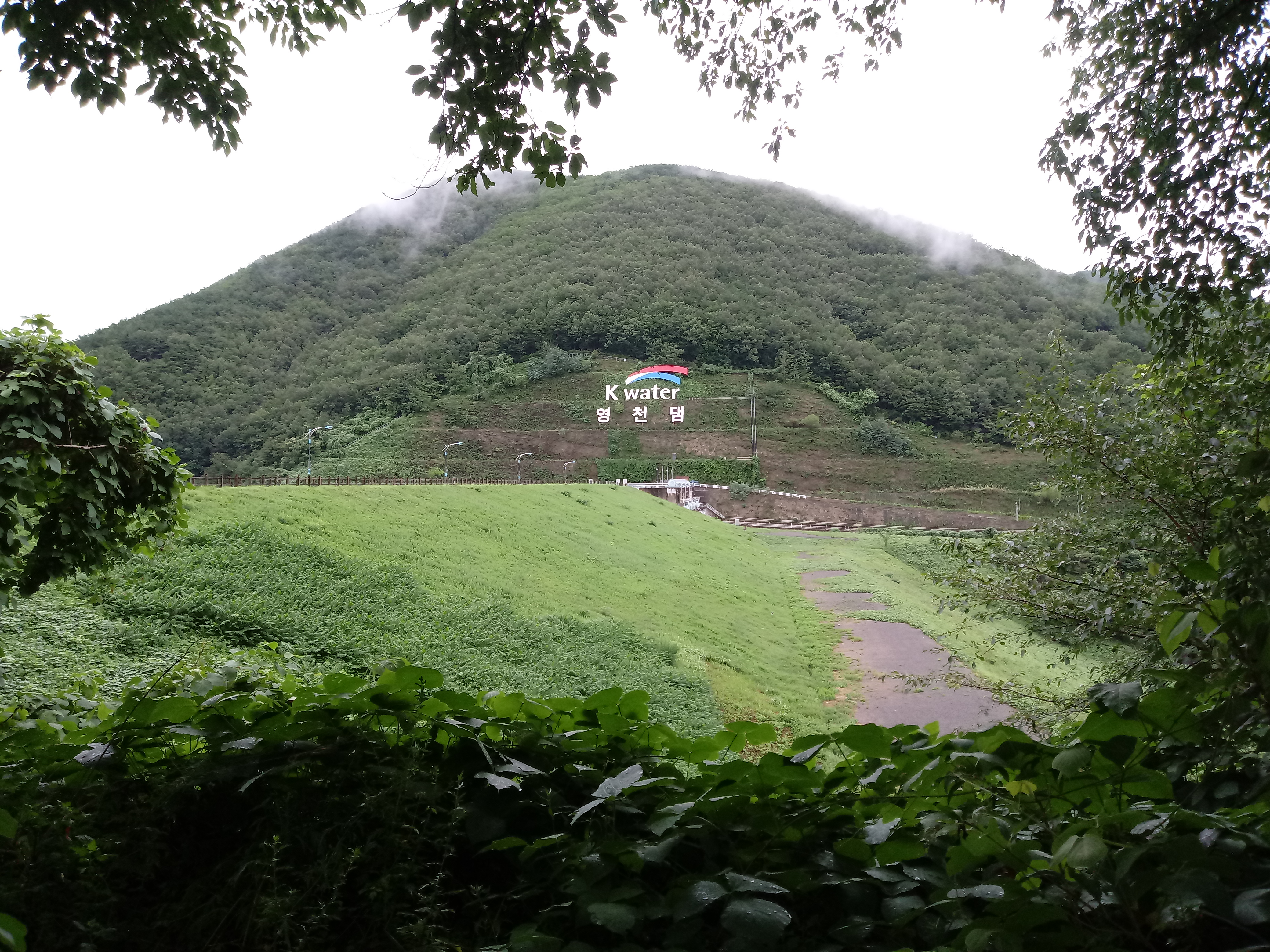
영천댐 댐체 전면

영천댐은 경상북도 영천시에 있는 댐이다.

## 용도
용수댐으로써 포항과 영천의 식수, 공업용수 공급에 쓰인다.

## 제원

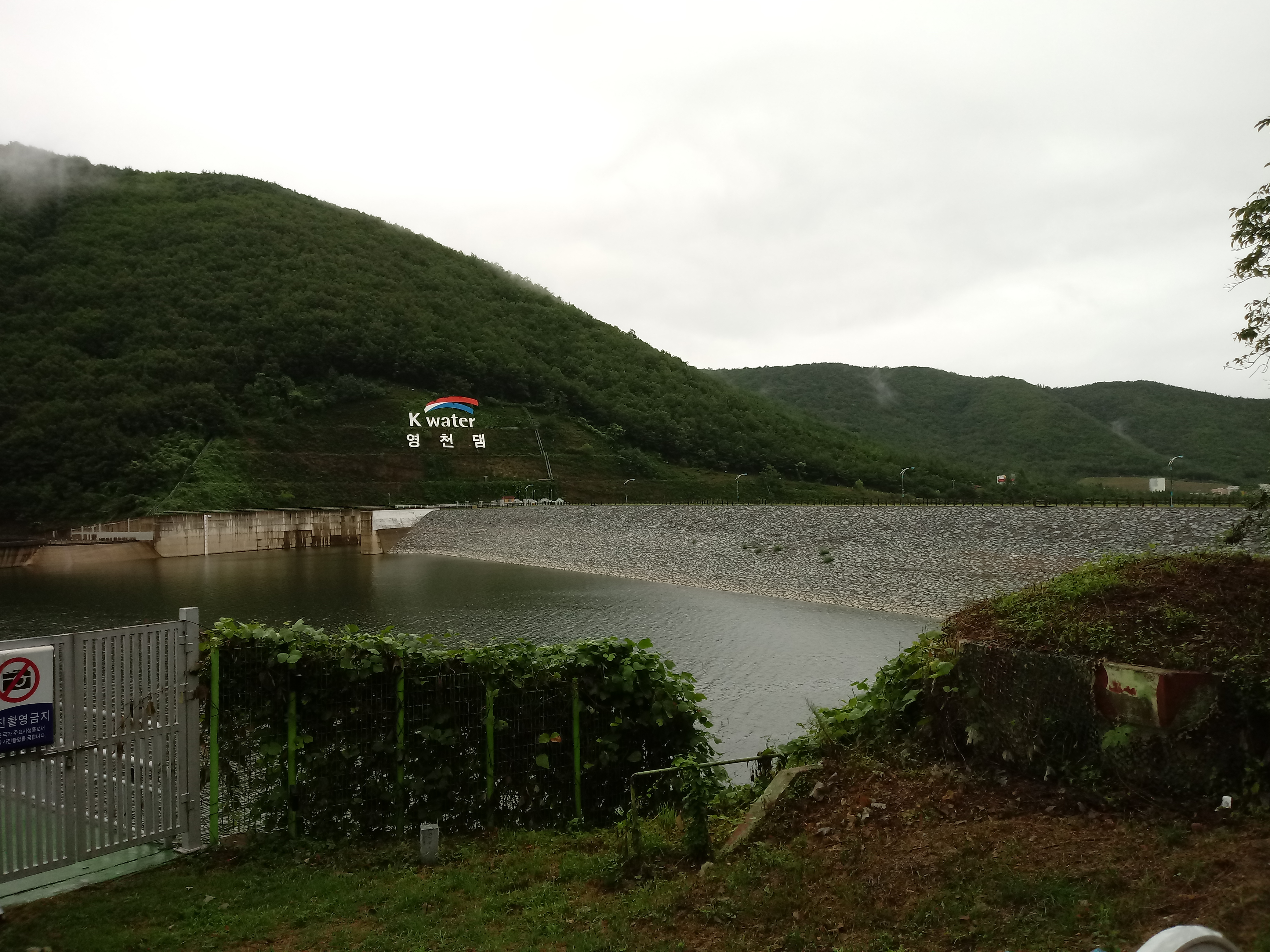
영천댐 댐체 후면

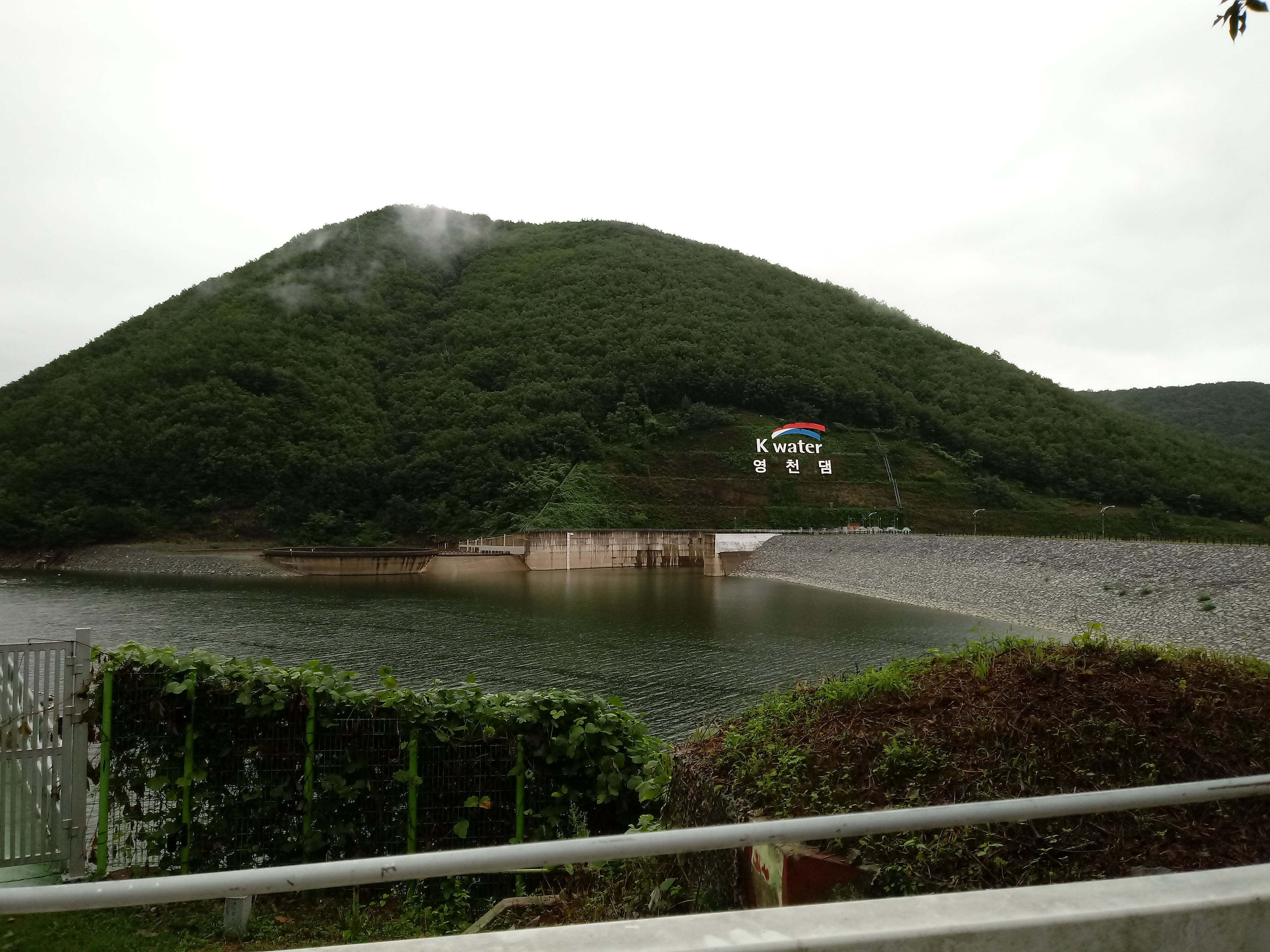
영천댐 모닝글로리 여수로(좌)

- 댐 형식: E.C.R.D(Earth Core Rock Fill Dam)
- 댐 높이: 42m
- 정상표고: EL 162m
- 길이: 300m
- 체적: 960천 m3
- 총 저수량: 9640만 톤

### 유역
- 유역면적: 235km2
- 연간용수공급용량 107.3×106 m3

### 저수지
- 저수면적(상시만수위 기준) 6.9km2
- 계획홍수위 159.30 EL. m
- 상시만수위 156.80 EL. m
- 홍수기 제한수위 156.80 EL. m
- 월류정표고 156.80 EL. m
- 저수위 138.00 EL. m
- 총 저수용량(계획홍수위 기준) 103.2×106 m3
- 유효저수량 81.4×106 m3
- 홍수조절용량 0

## 역사
- 1974년 착공
- 1980년 준공
- 2001년 임하댐 물을 받아오는 도수로 개통

## 참고 자료
- 대한민국 구석구석 행복여행 - 영천댐
- 물 정보포털 - 영천댐 수문자료